# Мовчан, Ирина Павловна
Ирина Павловна Мовчан (укр. Ірина Павлівна Мовчан; род. 26 июня 1990 года в Днепропетровске, Украина) — украинская фигуристка, выступавшая в одиночном разряде. Двукратная чемпионка Украины (2009 и 2011 года), неоднократный призёр национальных чемпионатов. Участница чемпионатов Европы и мира. По состоянию на декабрь 2011 года занимала 173-е место в рейтинге Международного союза конькобежцев (ИСУ).

## Карьера
Начала кататься на коньках в возрасте пяти лет. Первый тренер — Елена Кравец. Долгое время тренировалась у Галины Кухар в Киеве. Под её руководством неоднократно становилась призёром чемпионатов Украины, а в 2009 году выигрывала золотую медаль.
В мае 2010 года переехала в США для работы с Дмитрием Паламарчуком. В 2011 году перешла от Паламарчука к Валентину Николаеву.
На крупных международных соревнованиях, таких как чемпионаты Европы и мира, занимала, преимущественно, невысокие места. На чемпионате мира 2011 года впервые в карьере прошла в произвольную программу на мировом первенстве, а в итоге стала 23-й.
В 2011 году выступила вне конкурса на открытом чемпионате Австралии и заняла там 1-е место, а вот на чемпионате Украины не смогла подняться на пьедестал и стала лишь 4-й.

## Спортивные достижения

### Результаты после 2011 года
| Соревнования       | 2011—2012 |
| ------------------ | --------- |
| Чемпионаты Украины | 4         |
| Nebelhorn Trophy   | 16        |

### Результаты до 2011 года
| Соревнования                          | 2004—2005 | 2005—2006 | 2006—2007 | 2007—2008 | 2008—2009 | 2009—2010 | 2010—2011 |
| ------------------------------------- | --------- | --------- | --------- | --------- | --------- | --------- | --------- |
| Чемпионаты мира                       |           |           | 28        | 35        | 34        | 40        | 23        |
| Чемпионаты Европы                     |           |           | 24        |           | 19        |           | 26        |
| Чемпионаты Украины                    | 5J.       | 3         | 2         | 4         | 1         | 2         | 1         |
| Finlandia Trophy                      |           |           |           | 13        | 12        |           |           |
| Мемориал Ондрея Непелы                |           |           |           |           |           | 10        |           |
| Ice Challenge                         |           |           |           |           |           |           | 6         |
| Crystal Skate of Romania              |           |           |           | 5         | 2         | 11        |           |
| Золотой конёк Загреба                 |           |           |           |           |           |           | WD        |
| Зимние Универсиады                    |           |           |           |           |           |           | 16        |
| Этапы Гран-при среди юниоров, Франция |           |           |           |           | 20        |           |           |
| Этапы Гран-при среди юниоров, Чехия   |           |           | 8         |           |           |           |           |
| Этапы Гран-при среди юниоров, Румыния | 23        |           | 12        |           |           |           |           |
| Этапы Гран-при среди юниоров, Украина | 24        |           |           |           |           |           |           |
| Warsaw Cup                            |           |           | 3J.       |           |           |           |           |

- J = юниорский уровень
- WD = снялась с соревнований